# Zé Boquinha
José Roberto Lux, mais conhecido como Zé Boquinha (Santa Bárbara d'Oeste, 27 de julho de 1944) é um ex-jogador, ex-treinador (técnico) de basquetebol e futebol brasileiro. Atualmente é comentarista dos canais ESPN.
Atuou por mais de 40 anos no basquete brasileiro. Tem passagens pela seleção brasileira como jogador. Na função de treinador, conseguiu ser campeão sul-americano e pan-americano pelo Rio Claro.

## Biografia

### Como atleta
Sua carreira no esporte começou no futebol nas categorias de base do União Barbarense, onde jogou até 1964, chegando a disputar uma pequena parte do campeonato paulista da então terceira divisão de profissionais como quarto zagueiro. Paralelamente, iniciou também uma promissora carreira no basquete do XV de Piracicaba, em 1960 na categoria juvenil e jogou até 1968, onde foi campeão paulista, do interior e hepta campeão dos jogos abertos. depois se transferiu para o Tênis Clube de Campinas, campeão do interior, campeão de torneios internacionais. Jogou no Corinthians, em 1971 e 72, campeão paulista. Com a Seleção Brasileira, foi medalha de bronze na Universiada de Verão de 1967, no Japão, e campeão sul-americano no Chile em 1970. Zé Boquinha encerrou sua carreira em 1975.

### Como treinador
Zé Boquinha iniciou sua carreira de técnico em 1978, no Tênis Clube de Campinas, e já conquistou seu primeiro título, dos Jogos Abertos do Interior de Americana. Dirigiu equipes como Flamengo, Corinthians, Rio Claro, Tênis Clube de Campinas, Universo/Ajax, Lobos Brasília, Unitri/Uberlândia, Monte Líbano, Sírio, Ipê/Jales, Nosso Clube de Limeira.
Alcançou suas maiores conquistas com o Rio Claro, sendo campeão do sul-americano e pan-americano (Copa América) de clubes no ano de 1995, bicampeão paulista (1987 e 1995) e os Jogos Abertos do Interior (1988).
Conquistou também o único título da historia do basquete da cidade de Jales, os Jogos Abertos de 1993.
Zé Boquinha foi campeão carioca pelo Flamengo, goiano pelo Universo/Ajax e mineiro pelo Unitri. Foi eleito técnico do ano quatro vezes, três em São Paulo (1983, 1987 e 1995) e uma no Rio de Janeiro (1998). Se afastou das quadras em 2006, com a marca de 1017 vitórias na carreira.

### Como comentarista
Zé Boquinha é comentarista de basquete dos canais ESPN desde 1996, ano que ocorreu a Olimpíada de Atlanta. Devido a sua longa convivência com o basquete norte-americano, que frequenta desde 1981, com intercambio com Universidades (fez seis excursões aos EUA, com equipes brasileiras e estágios nas Universidades de Iowa, Arizona, Southern California e na NBA, no Boston Celtics e Dallas Mavericks). A partir de 2007, tornou-se comentarista de futebol nos canais ESPN e na Rádio Eldorado.